# Madeleine Vionnet
Madeleine Vionnet (22. června 1876 Chilleurs-aux-Bois – 2. března 1975 Paříž) byla francouzská módní návrhářka. Vyučila se v Londýně, poté se vrátila do Francie, kde v roce 1912 založila svůj první módní dům v Paříži. Je označována za „královnu šikmého střihu” a „architektku mezi švadlenami”. Je známá především díky svým elegantním šatům v řeckém stylu a popularizaci šikmého střihu ve světě módy. Stala se inspirací pro řadu současných návrhářů.

## Životopis
Narodila se 22. června 1876 do chudé rodiny v Chilleurs-aux-Bois v departementu Loiret. Rodiče se rozešli, když byla velmi malá. Když jí bylo pět let, přestěhovala se s otcem, výběrčím mýtného, do Aubervilliers. Už ve dvanácti letech se začala učit švadlenou po boku členů garde champêtre. Po krátkém manželství a ztrátě malého dítěte, v osmnácti letech opustila manžela a odešla do Londýna pracovat jako nemocniční švadlena. Během pobytu v Londýně pracovala jako švadlena pro známou britskou švadlenu Kate Reily.
Madeleine Vionnet se nakonec vrátila do Paříže a šest let pracovala v módním domě Callot Soeurs jako švadlena. Po neshodách s manažerem domu pohrozila, že své místo opustí. K setrvání ji přesvědčila nejstarší ze sester Callotových, Marie Callot Gerber poté, co jí nabídla povýšení, které by znamenalo improvizovat s Gerber na živém modelu s drapériemi. Vionnet později Marii Callot Gerber chválila jako „velkou dámu” a později poznamenala, že „bez příkladu Callot Soeurs bych dál šila "fordky". Právě díky nim jsem mohla vyrábět Rolls-Royce.” Její touha po jednoduchosti však nakonec byla v rozporu s charakteristickými krajkovými volánky módního domu.
Vionnet navrhovala pro módního návrháře Jacquese Douceta v letech 1907–1911. Její užívání bosých modelů a navrhování volných rób se dostalo do rozporu se stylem domu. V roce 1912 založila vlastní módní dům „Vionnet”, který byl v roce 1914 uzavřen kvůli vypuknutí první světové války. V roce 1923 Vionnet dům znovu založila a otevřela nové prostory na Avenue Montaigne, které se staly známé jako „Chrám módy”. V roce 1925 se módní dům rozšířil o prostory na Fifth Avenue v New Yorku.
Její móda šikmých střihů dominovala haute couture ve 30. letech 20. století a udávala trendy svými smyslnými šaty, které nosily světově známé herečky jako Marlene Dietrich, Katharine Hepburn, Joan Crawford a Greta Garbo. Její vize ženských tvarů znamenala revoluci v moderním odívání. Úspěch jejích jedinečných střihů jí zajistil dobrou pověst. Vionnet také usilovala o autorské zákony vztahující se na módu. Také zavedla to, co bylo ve své době považováno za revoluční postup v pracovním prostředí – pro své zaměstnance zavedla placené volno a mateřskou dovolenou, školku, jídelnu a stálého lékaře a zubaře. Začátek druhé světové války Vionet přinutil v roce 1939 uzavřít svůj módní dům. V roce 1940 odešla do důchodu. Dohromady během své kariéry vytvořila přibližně 12 000 oděvů.
Vionnet byla velmi uzavřená, vyhýbala se ukazování se na veřejnosti a všedním kratochvílím. Navzdory svému úspěchu jako návrhářka vyjádřila odpor ke světu módy, když prohlásila: „Pokud se dá mluvit o škole Vionnet, je to dáno především tím, že jsem byla nepřítelem módy. Na sezónních a prchavých rozmarech módy je cosi povrchního a nestálého, co uráží můj smysl pro krásu.” Vionnet nešlo o to být „návrhářkou okamžiku”, raději zůstávala věrná své vlastní vizi ženské krásy.

## Styly a technika
Spolu s Coco Chanel se Vionnet zasloužila o odklon od strnulých, formálních oděvů k elegantnějším a jemnějším. Na rozdíl od Chanel neměla velkou chuť k sebepropagaci. Její odchod do důchodu v roce 1940 marginalizoval její přínos širšímu hnutí. Madeleine Vionnet se nechala slyšet, že„ když se žena usmívá, její šaty se musí usmívat s ní”.  Vyhýbala se korzetům, vycpávkám, vyztužování a všemu, co narušovalo přirozené křivky ženského těla. Proslavila se oblečením, které zdůrazňovalo přirozené ženské tvary.
Své modely vytlářela i pod vlivem moderních tanců Isadory Duncan. Stejně jako ona se i Vionnet inspirovala starořeckým uměním, v němž oděvy jako by volně pluly kolem těla, místo aby ho deformovaly nebo tvarovaly. Její styl se v průběhu kariéry měnil poměrně málo, i když ve 30. letech 20. století se stal o něco vypasovanějším.
Ve 20. letech 20. století vzbudila rozruch vývojem oděvů využívajících šikmý střih, což je technika stříhání látky šikmo k vláknu látky, která umožňuje, aby přilnula k tělu a zároveň se natáhla a pohybovala s nositelem. Vionnet sice sama metodu šikmého střihu nevynalezla, ale jako první použila šikmé střihy pro celý oděv. Její práce kontrastovala s existujícími oděvy, které využívaly šikmý střih pro lemy a ozdoby umístěné na kouscích látky střižených podél rovného střihu.
Šikmý střih použila k vytvoření elegantního, lichotivého, tělo obepínajícího vzhledu, který způsobil revoluci v ženském odívání a vynesl ji na vrchol módního světa. Jako zkušená krejčová věděla, že textilie střižené na šikmou plochu mohou být drapovány tak, aby odpovídaly křivkám ženského těla a vyjadřovaly plynulost pohybu. Střihy využívala k tomu, aby podpořila možnosti vyjádření a pohybu, a do svých návrhů integrovala pohodlí, pohyb i formu. Zdánlivě jednoduché styly zahrnovaly zdlouhavý proces přípravy, včetně stříhání, obtahování a připínání návrhů látek na miniaturní panenky. Plné oděvy ze šifonu, hedvábí nebo marockého krepu ztvárňovala na modelech v životní velikosti. Ke zhotovení svých oděvů používala materiály jako crêpe de chine, gabardén a satén, což byly látky, které byly v dámské módě 20. a 30. let 20. století neobvyklé. Látky objednávala o dva metry širší, aby se přizpůsobily drapérii, čímž vytvářela šaty,  které byly luxusní a smyslné, ale zároveň jednoduché a moderní.

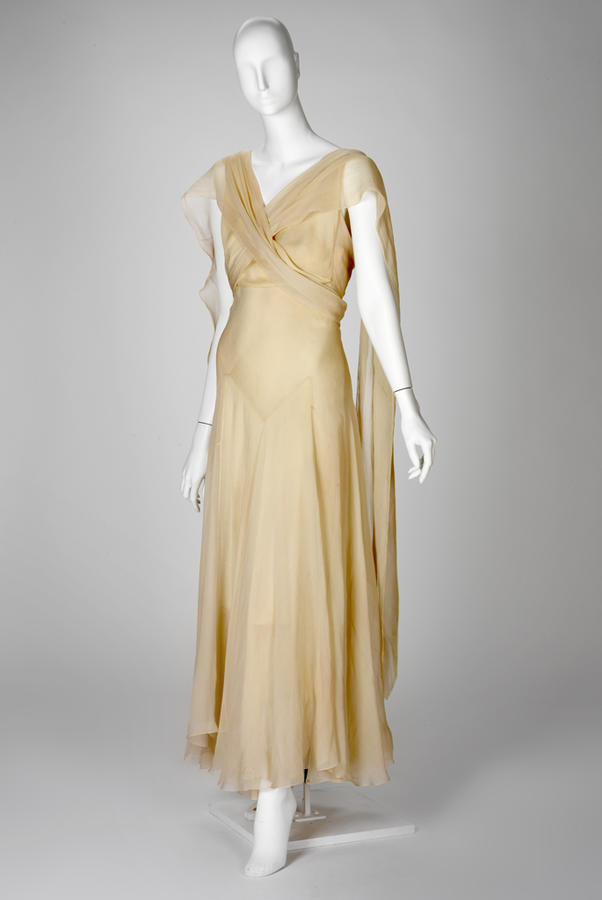
Večerní róba, hedvábný šifón, kolem r. 1932, RISD Museum
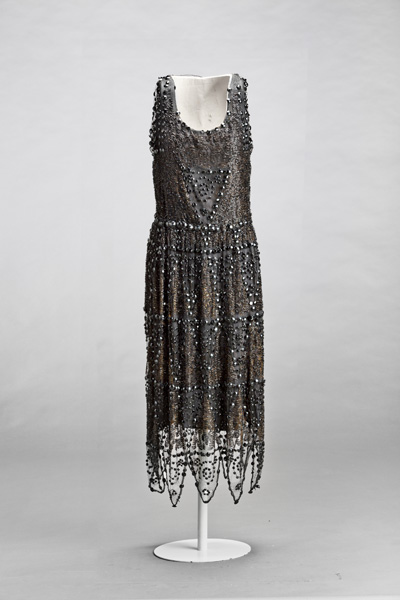
Večerní šaty z 20. let
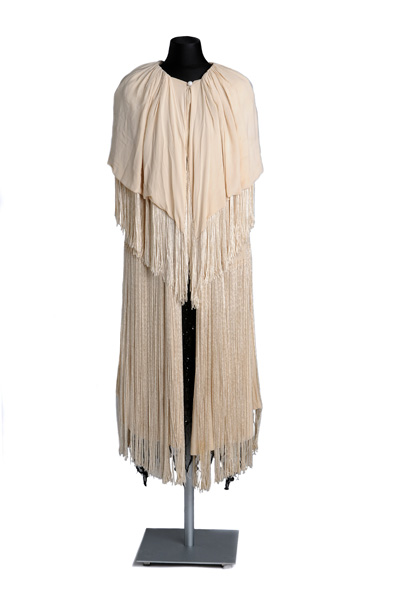
Večerní plášť s třásněmi, kolem r. 1925
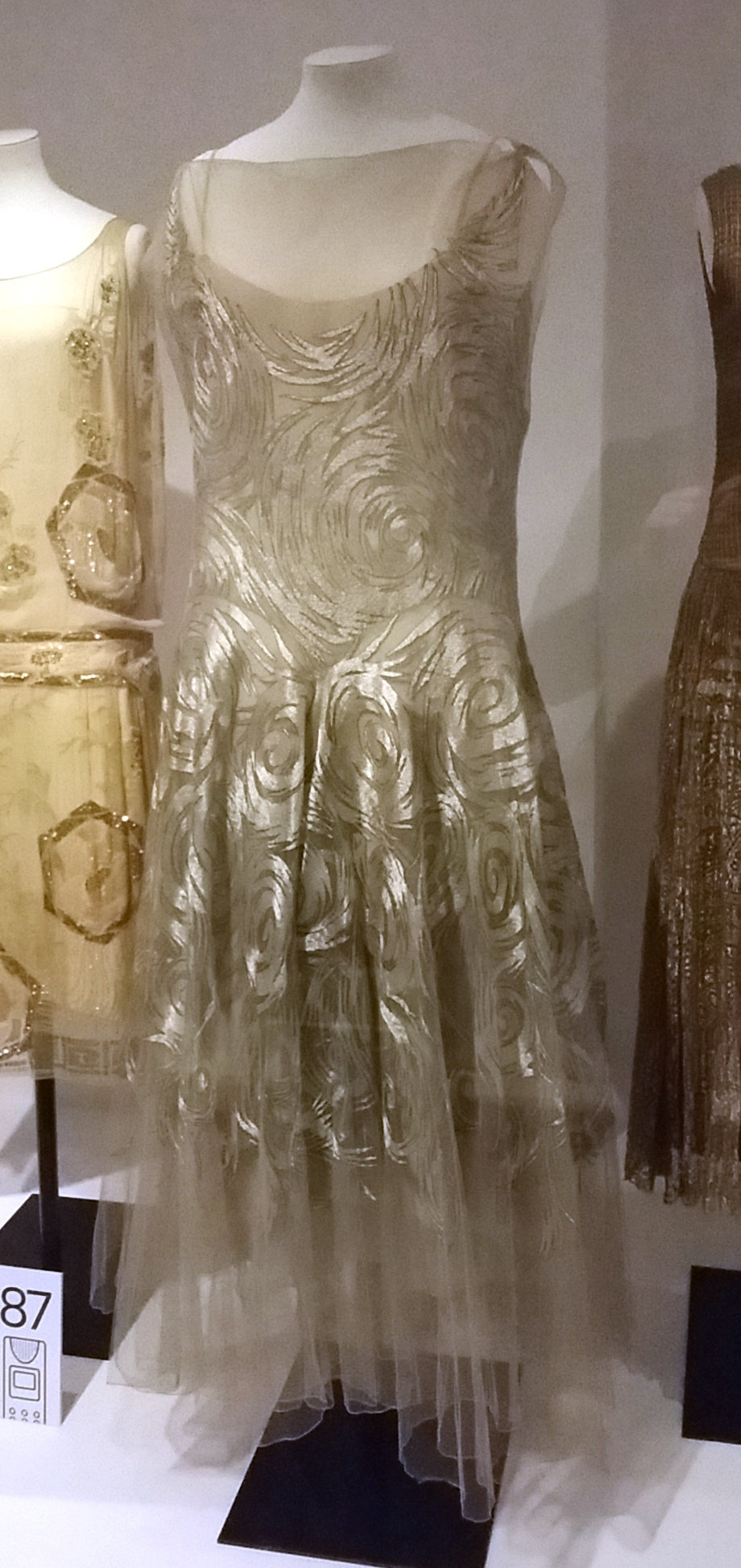
Večerní róba, vyšívané hedvábí, 1931
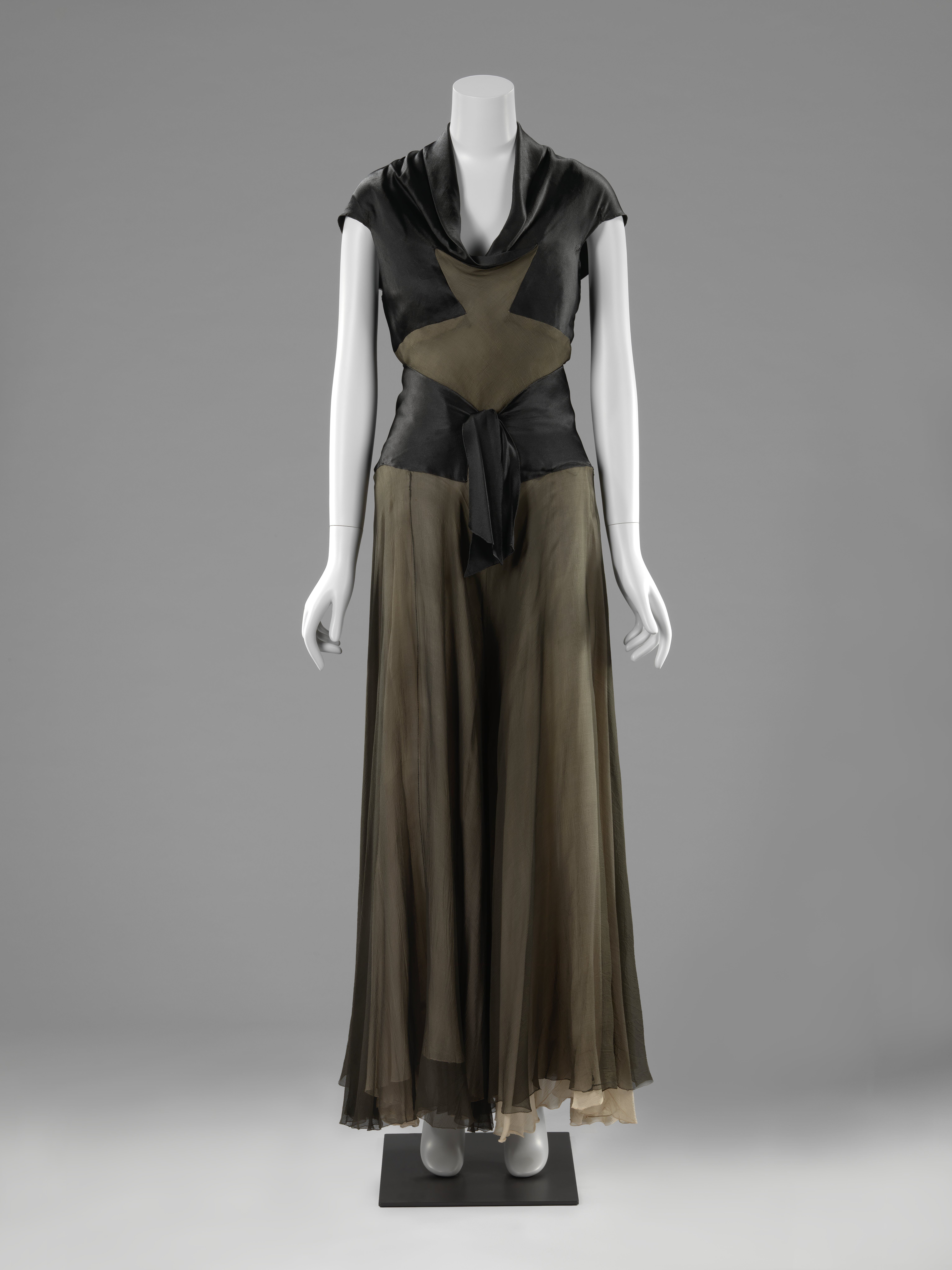
Dlouhá róba, 30. léta 20. století
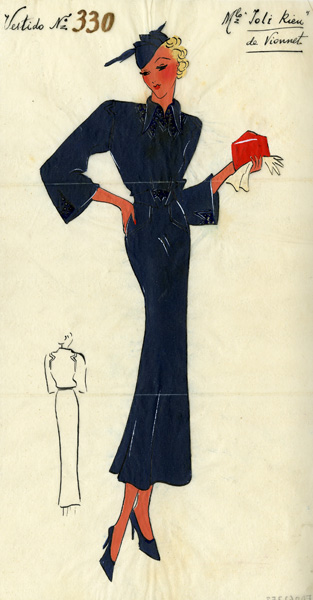
Návrh šaů, 1932–1934

## Vliv
Madeleine Vionnet je považována za jednu z nejvlivnějších módních návrhářek 20. století. Její šikmý střih i smyslný přístup k módě mají stále silný a všudypřítomný vliv na současnou módu, což dokazují kolekce minulých i současných návrhářů, jako jsou Ossie Clark, Halston, John Galliano, Comme des Garçons, Azzedine Alaia, Issei Mijake a Marchesa. Mijake kdysi poznamenal, že když poprvé spatřil tvorbu Vionnet jeho „dojem byl podobný úžasu, který člověk pocítí při pohledu na ženu vycházející z koupaliště, zahalenou pouze do jediného kusu krásné látky”.
Vionnet inspirovala módní návrhářky jako byla Marcelle Chaumont, matka francouzské spisovatelky Madeleine Chapsal, které byla za kmotru.